# Lucyna Nyka
Lucyna Nyka – polska architekt, profesor nauk technicznych, nauczyciel akademicki, specjalistka w zakresie urbanistyki i architektury obiektów użyteczności publicznej. W latach 2008–2016 pełniła funkcję prodziekana ds. nauki, a od 2016 jest dziekanem Wydziału Architektury Politechniki Gdańskiej. Kierownik Katedry Architektury Morskiej i Przemysłowej na Wydziale Architektury Politechniki Gdańskiej. 

## Życiorys
Zainteresowania badawcze prof. Lucyny Nyki skupiają się na powiązaniach architektury i wody, przekształceniach terenów nadwodnych oraz urbanistycznych krajobrazów. Jest autorką i współautorką wielu projektów dotyczących odnowy przestrzeni miast, m.in. autorką programu IP ‘Bridging the City – Water in Architecture, Urban Spaces and Planning’ finansowanego przez Audiovisual and Cultural Agency European Commission, współautorem IP:  ‘Sensing the City – Designing Urban Experience’, a także  ‘Art & Science– Synergy of Technology and Art in the City Spaces’. Brała udział w projekcie  ‘Think BETA - Evolution of Smart Cities’ finansowanym przez Niemieckie Federalne Ministerstwo Edukacji i Badań. Jest inicjatorką inicjatywy „Projektu odsłonięcia skanalizowanego Potoku Królewskiego na fragmencie kampusu Politechniki Gdańskiej” dofinansowanego przez WFOŚiGW w Gdańsku. Od 2011 roku koordynuje na Wydziale Architektury projekt ‘Urban Innovation Network’, jest zaproszonym ekspertem do realizowanego od 2011 roku programu European Workshop on Waterfront Urban Design (Lusófona University Lisbon). Wygłaszała wykłady na wielu uniwersytetach europejskich.  W latach 2010–2012 Lucyna Nyka była członkiem Research Committee przy European Association for the Architectural Education (EAAE), a w latach 2012-2014 członkiem zarządu EAAE. W 2011 powołana została do Komitetu Architektury i Urbanistyki PAN, pełni funkcję członka rad naukowych i redakcyjnych kilku czasopism.

## Opracowania książkowe
- Lucyna Nyka „Od architektury cyrkulacji do urbanistycznych krajobrazów” Wydawnictwo Politechniki Gdańskiej 2006, ISBN 83-7348-165-6
- Lucyna Nyka “Architektura i woda – przekraczanie granic”, 2013; ISBN 978-83-7348-500-6
- Lucyna Nyka (red.): ‘Water for urban strategies’. Weimar: Verlag der Bauhaus-Univerität Weimar 2007
- Lucyna Nyka, Jakub Szczepański (red.): ‘Culture for Revitalisation/Revitalisation for Culture’. Łaźnia CCA, Gdańsk, 2010